# Погон игре
Погон игре (енгл. game engine) је основна софтверска компонента сваке видео-игре и осталих интерактивних програма који користе графику у реалном времену (што брже приказивање на екрану). Представља основну технологију у развоју сваке игре, поједноставља сам развој и често омогућава покретање игре на више платформи, као што су играчке конзоле и оперативни системи попут Windows-а, Linux-а и Mac OS-а. Функционалност погона омогућују рендерер за 2D и 3D графику, погон за симулацију основних физичких закона, звук, скрипте, анимација, вештачка интелигенција, умрежавање… Истим погоном могуће је правити различите (али ипак сродне) видео-игре. Најпознатији и најмоћнији погони игара данашњице су idTech, Unreal Engine, CryEngine, Source engine и други.